# Miguel Ligero
Miguel Ligero né à Rosario (Argentine) le 15 avril 1911, mort à Buenos Aires le 1er février 1989 est un acteur de cinéma, de télévision et de théâtre argentin.
En 1938, il fait ses débuts au cinéma avec Los caranchos de la Florida puis tourne ensuite une vingtaine de films. En 1966 Pour sa prestation dans Punition du traître et El Ojo Que Espía, il reçoitt le prix Silver Condor du meilleur acteur du second rôle et en 1965, il reçoit le prix Martín Fierro du meilleur acteur. Au théâtre, il joue avec Luis Arata, Enrique de Rosas et Olinda Bozán. Il fait ses débuts à la télévision, en participant à des téléthéâtres, avec la série Señorita Medianoche (1963) en 39 épisodes, Mariana en 60 épisodes, et d'autres programmes. En 1981, Il reçoit le prix du Meilleur comédien (Homme) de la Fondation Konex.
Il meurt d'une crise cardiaque à Buenos Aires le 1er février 1989.

## Filmographie
- Sonrisas de New Jersey (1989).... Hermano Félix
- Apartment Zero (1988).... Sr. Palma
- Apenas reflejos (1986).
- El hombre del subsuelo (1981).... Severo
- Frutilla (1980) …Jacinto Benavente
- El soltero (1977).
- Tiempos duros para Drácula (1977).... Psychologue
- La guerra del cerdo (1975).... Jimmy Neuman
- Un mundo de amor (1975).
- Los debutantes en el amor (1969).
- Flor de piolas (1969).
- Palo y hueso (1968).... Don Arce
- El ojo que espía (1966).
- Castigo al traidor (1966).
- Psique y sexo (Episode La necrófila) (1965).
- La cigarra no es un bicho (1964).
- Todo el año es Navidad (1960).... Prestamista
- Rosaura a las diez (1958)… Hernández
- El juramento de Lagardere (1955).
- Torrente indiano (1954).
- Un hombre cualquiera (1954).
- Mercado negro (1953)… Le Professeur
- Como yo no hay dos (1952).
- Cuidado con las mujeres (1951).
- La vendedora de fantasías (1950)…Garófalo
- Los hombres las prefieren viudas (1943).
- Los caranchos de la Florida (1938).

## Scénariste
- Mercado negro (1953).